# آبي روزنفلد
آبِي رُوزَنْفِلْد (بالعبرية: אבי רוזנפלד) ضابط عسكري إسرائيلي من مواليد 1974 في قيبوص عين هشوفيت. شغل سنة 2023 منصب العميد، وهو الفريق الأول لفرقة غزة إلى حين استقالته شهر يونيو 2024.